# Капела Свете преподобне мати Параскеве у Сурлици
Капела Свете преподобне мати Параскеве у Сурлици, насељеном месту на територији Општине Трговиште, православни је храм који припада Епархији врањској Српске православне цркве.
Капела посвећена Светој преподобној мајци Параскеви саграђена је у периоду после Другог светског рата, на месту где се вршило освећење светог масла.